# Роберт Макимсон
Роберт „Боб“ Макимсон (енгл. Robert McKimson; Денвер, 27. септембар 1910 — Бербанк, 27. септембар 1977) је био аниматор, илустратор и режисер најпознатији по свом раду на Looney Tunes и Merrie Melodies серијалима цртаних филмова компаније Ворнер брадерс.